# 栗麻雀
栗麻雀（Passer eminibey）是麻雀属的一种鸟类。它是雀科最小的一种鸟，体长仅11（4.3英寸）。雄鸟的繁殖羽呈栗色，但雌鸟和幼鸟的羽毛基本呈灰色。和同属的近亲阿拉伯金麻雀和苏丹金麻雀一样，栗麻雀主要生活于干旱地区。非洲东部从苏丹的達爾富爾到坦桑尼亚都有其踪迹。它们有时候会和其他一些鸟类混在一起飞行。

## 形態

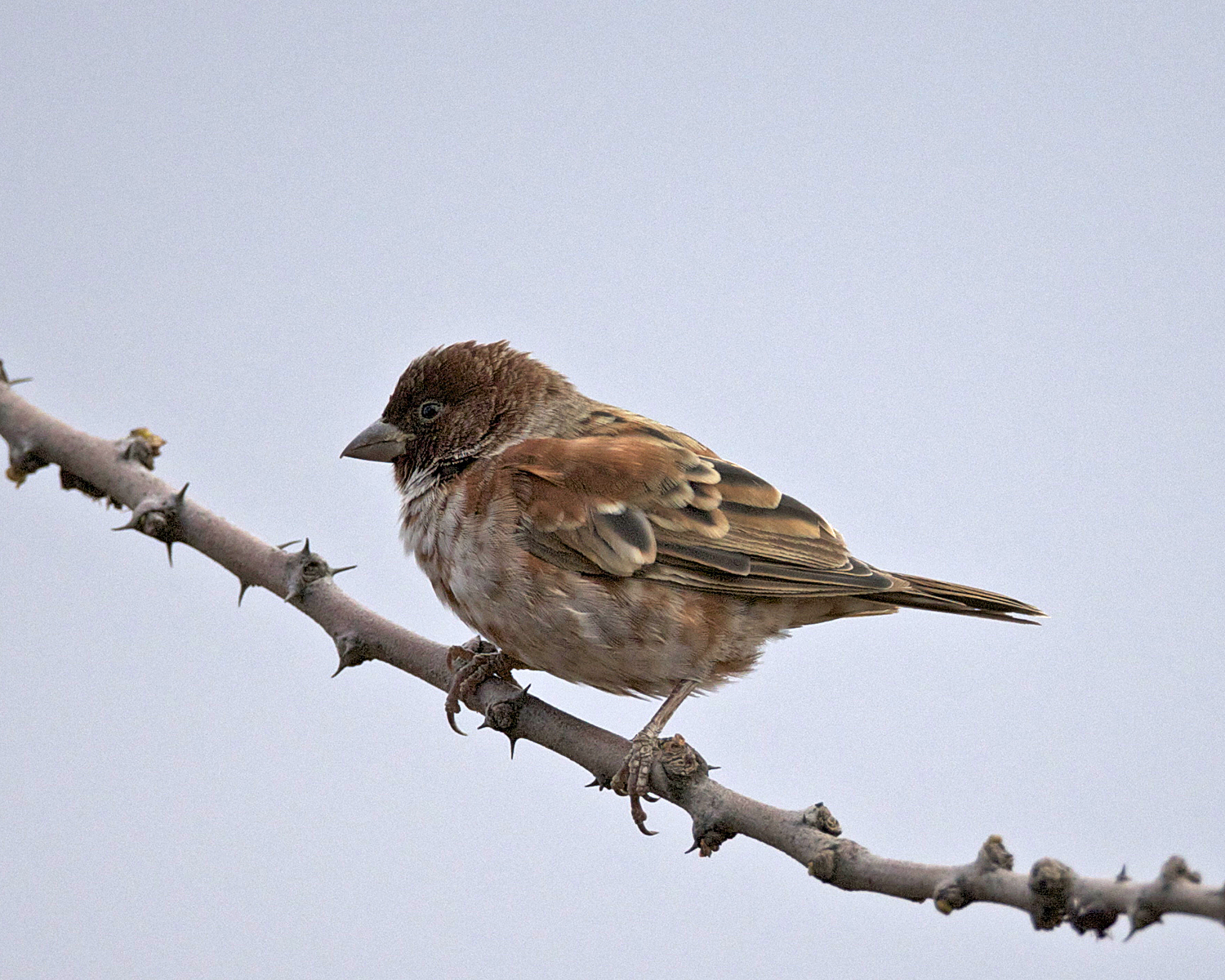
坦桑尼亞的幼年雄鳥

栗麻雀是雀科最小的一种鸟，體長在11（4.3英寸）左右。其體重在12—17克（0.42—0.60盎司）之間，雄鳥翼展6.0—6.5（2.4—2.6英寸），雌鳥5.7—6.0（2.2—2.4英寸）。